# Polixena Pückler (młodsza)
Polixena Pückler (ur. ok. 1583, zm. 1617) – dziedziczka praw do dóbr państwa stanowego Niemodlin (niem. Herrschaft Falkenberg).  
Córka Balthasara Pückler von Groditz, po którym odziedziczyła prawa do państwa stanowego, i jego żony Polixeny z domu Necher von Buchwald; żona Weighardta Promnitz, matka Zygfryda (Seyfrieda) II Promnitz. 